# Joseph Hanoulle
Joseph Hanoulle, Auberchicourt (Frankrijk), 7 juni 1894 – Roeselare, 30 augustus 1976) was een Belgisch componist, organist, muziekleraar, dirigent en schooldirecteur.

## Biografie
Joseph Hanoulle volgde zijn opleiding in Mechelen en kreeg er onder meer les van Oscar Depuydt (orgel) en Arthur Meulemans (harmonie). Van1914 tot 1922 was hij organist bij de karmelieten te Kortrijk. In 1918 werd hij leraar muzikale opvoeding aan het Sint-Amandscollege te Kortrijk. Hij combineerde dit in 1920 met de functie van pianoleraar aan het Klein Seminarie Roeselare. Hij bekwaamde zich verder in het muziekonderricht en gaf ook les aan verschillende rijksinstellingen voor secundair onderwijs, zoals in Nieuwpoort, Menen en Ieper. Van 1930 tot 1944 werd hij ook nog eens organist in de Sint-Maartenskerk te Ieper.
In 1921 werd in Roeselare een muziekacademie opgericht. Hanoulle werd gevraagd om het ambt van directeur op te nemen. Hij werd zo de eerste directeur van de school die hij zou laten omdopen tot de Muziekacademie Adriaan Willaert. Hij bouwde de school verder uit, ook toen de vrije school een stedelijke academie werd. Hij oefende de functie uit tot zijn pensioen in 1964. In die periode was hij ook nog eens van 1939 tot 1949 directeur van de muziekacademie in Izegem.
Hanoulle was niet alleen directeur en leraar, maar ook organist en speelde regelmatig concerten, ook solo. Daarnaast vond hij nog de tijd om eigen composities te schrijven. Zo schreef hij een Jubelcantate naar aanleiding van 100 jaar Sint-Amanduscollege in Kortrijk. Hij schreef verschillende psalmen die op plaat gezet werden. Van 1946 tot 1958 was hij dirigent van het koor Roeselaarse Kunstconcerten dat hij zelf opgericht had. Dit koor moest het concertleven in de stad nieuw leven inblazen. Het was het eerste koor in België dat de Carmina Burana mocht opvoeren.

## Persoonlijk leven
Joseph Hanoulle had 17 kinderen. Twee daarvan stierven tijdens de Tweede Wereldoorlog. Zijn huis werd verwoest tijdens een groot bombardement te Kortrijk op 21 juli 1944. Omdat er geen huis was waar zijn grote familie kon verblijven, mocht hij van de stad Kortrijk gebruikmaken van het Blauwhuis van Izegem.